# Spaans Vuur
Spaans Vuur is een roman uit 2007 van Wouter van Mastricht
Het verhaal speelt zich af in Maastricht tijdens de Tachtigjarige Oorlog, meer bepaald in 1635.  Na het beleg van 1632 is Maastricht al enkele jaren in handen van het Staatse leger.  Maar de stad wordt bedreigd door een Spaans leger en door intern verraad. Venlo en Roermond zijn alweer in Spaanse handen. Politiek gezien is Maastricht nog steeds een tweeherigheid, maar de ene heer, de Staten-Generaal, is ver weg, en de andere heer, de prins-bisschop van Luik kiest heimelijk partij voor de Spaanse koning, alhoewel hij officieel neutraal is in het conflict. De Spanjaarden durven de stad niet echt aan te vallen en willen ze liever heroveren door de inwoners angst aan te jagen en de verdediging te verzwakken, door prostitutie en desertie aan te moedigen en door de katholieken aan hun kant te krijgen. De stad wordt niet echt belegerd en men kan er gemakkelijk in en uit.
Een soldaat op wacht wordt brutaal vermoord, terwijl enkele gevangen Spaanse hoge officieren met hulp van buitenaf ontsnappen.  Er wordt ook een wapendepot leeggeroofd en er zijn valse munten in omloop gebracht. Een vrouw wordt ontvoerd en op dezelfde brutale manier vermoord. Evan Sharpe, zoon van een Engelse vader en een Franse moeder en tolk in het leger van Frederik Hendrik van Oranje, krijgt van de garnizoenscommandant de opdracht uit te zoeken wat de Spanjaarden nog allemaal van plan zijn. Zijn zoektocht brengt hem met een colonne bedevaarders naar Scherpenheuvel in Spaans-Brabant, waar pas een grote katholieke Mariakerk gebouwd was (nu een basiliek).  Daar blijkt dat Bouillon, de gouverneur van Maastricht, katholiek geworden is om te kunnen trouwen.  De Spanjaarden ontmaskeren Sharpe en er volgt een lange vlucht terug naar Maastricht (o.a. als verstekeling op een boot, waarvan men zich kan afvragen hoe dat kan want in die tijd was er geen waterweg van het Scheldebekken naar de Maas in Luik).  Sharpe krijgt weet van Spaanse infiltratieplannen en slaagt er na eindeloze achtervolgingen net op tijd in om de commandant te informeren en Maastricht te behoeden voor een geruisloze Spaanse overname. Intussen hadden de Spanjaarden ook zijn geliefde ontvoerd en die weet hij ook te bevrijden.